# ربيع الخولي
ربيع الخَولي (اسمه الحقيقي طوني الخولي) (ولد في 2 أبريل 1961)، مغني لبناني معتزل، من أبرز المغنين في عقد الثمانينات والتسعينات، اعتزل الغناء وأصبح راهبا، هاجر إلى كندا وأسس جمعية (روح الرب) وهي جمعية إنسانية خيرية لمساعدة المحتاجين.

## حياته
ولد ربيع في 2 أبريل عام 1961، لديه ثلاثة أخوة: شقيقتان هما الممثلة روزي وسوزان، وشقيقه سليم الذي كان مدير أعماله.
بدأ مسيرته الفنية بعمر 19 عاماً حين شارك في البرنامج اللبناني لاكتشاف المواهب "أستوديو الفن" ونجح عن فئة الفنان وديع الصافي، قدمه الفنان روميو لحود للمخرج سيمون أسمر لأنه أعجب بصوته واختار له الاسم الفني ربيع الخولي الذي ظل مرافقا له حتى اعتزاله، يذكر أن والدته السيدة ليندا الخولي اعترضت بشدة على هذا الاسم وذكرت أنها اختارت اسم طوني تيمنًا بمار مطانيوس.
من أشهر أغانيه أغنية "يا أهل الهوى"، آه لو فيي، بدي اتصور، بعترفلك، لا تخبي علي، معك حق، نوّر علينا، وأغنية "يا ريت بترضي" التي لحنها في بيته المتواضع بالإضافة إلى عدد من الأغنيات الشعبية التي قربته إلى قلوب الناس، كما غنى بعض من أغاني أم كلثوم على غرار "إنت عمري"، "أنا بانتظارك"، "الأطلال"، "لسّه فاكر"، "أمل حياتي" و"حيّرت قلبي معاك".
لحن له الموسيقار ملحم بركات عدداً من الأغنيات، ومنها "نوينا عالجازة"، "وقفوا صفين"، "يا ظريفة"، "ان كان الله بيريد"، "آه لو فيي"، "على كيفي".

## إعتزاله
اختفى ربيع الخولي ( طوني) فجأه قبل سنين عديدة من الساحة الفنية ودخل أحد الأديرة في لبنان، اعتزل الفن بعد وفاة أخيه في حادث سير ليصبح راهبا سنة 2000، و كاهنا يوم 28 يونيو 2008 في جامعة الروح القدس (الرهبنة اللبنانية المارونية). ويشغل منذ سنوات رئيس «جمعية روح الرب» في تورنتو بكندا حيث يقيم.

## أعماله

### كليبات
- آمان يا ليل (كلمات وألحان: وسام الأمير، توزيع: بودي نعوم، إخراج: صبحي أبي حبيب)
- معك حق (إخراج: رجا زهر)
- بيني وبينك (إخراج: رجا زهر)
- أنا جاي اعتذر (كلمات: مروان خوري، ألحان وتوزيع: بودي نعوم)
- لولا (كلمات: مروان خوري، ألحان: بودي نعوم)
- نوّر علينا يا قمر
- يا دللو (كلمات: مروان خوري، ألحان وتوزيع: بودي نعوم، إخراج: مارون سمعان)

### أغاني
له عدة أغاني من بينها:
- ألبوم: يا أجمل الناس (1985):
  - عهد الهوى (كلمات: نبيل أبو عبدو، ألحان: نور الملاح، توزيع: طارق عاكف)
  - بدي اتصور (كلمات: توفيق بركات، ألحان: ربيع الخولي، توزيع: أنطوان الشعك)
  - بيني وبينك (كلمات وألحان: عبد الغني طليس، توزيع: طارق عاكف)
  - بيروت (كلمات: منير عبد النور، ألحان: ربيع الخولي، توزيع: طارق عاكف)
  - شمس الحب (كلمات: نجاة الملاح، ألحان: نور الملاح، توزيع: طارق عاكف)
  - حبّي أنا (كلمات: إلياس ناصر، ألحان: نور الملاح، توزيع: طارق عاكف)
  - يا أجمل الناس (كلمات: منير عبد النور، ألحان: نور الملاح، توزيع: أنطوان الشعك)

- ألبوم: حبيبة قلبي (1987):
  - الدنيا ريشة في هوا (كلمات: مأمون الشناوي، ألحان: محمد عبد الوهاب)
  - على رمش عيونها (كلمات: حسين السيد، ألحان: بليغ حمدي)
  - طلّ العيد (كلمات: منير عبد النور، ألحان: ربيع الخولي)
  - ان كان الله بيريد (كلمات: توفيق بركات، ألحان: ملحم بركات)
  - آه لو فيّ (كلمات: جورج العشي، ألحان: ملحم بركات)
  - ظريفة (كلمات: توفيق بركات، ألحان: ملحم بركات)
  - عشقت الأمر (كلمات وألحان: جوزيف حنا)
  - حبيبة قلبي (يا ريت بترضي) (كلمات: منير عبد النور، ألحان: ربيع الخولي)

- ألبوم: نوَّر علينا (1991):
  - سيدي سيدي
  - يا أعز من عيني
  - عبرت الشط
  - أنا المسكينة
  - باعترفلك
  - بعدا بقلبي
  - نوَّر علينا

- ألبوم: نوينا عالجازي (1993):
  - مثل الغربا منتلاقى (كلمات: شفيق المغربي، ألحان: نور الملاح)
  - جيدها يا بحر المرمر (كلمات: شفيق المغربي، ألحان: نور الملاح)
  - على كيفي (كلمات: شفيق المغربي، ألحان: ملحم بركات)
  - نوينا عالجازي نوينا (كلمات: شفيق المغربي، ألحان: ملحم بركات)
  - يا أهل الهوى لا تلومونا (كلمات: سامي الملاح، ألحان: نور الملاح)
  - يا حلوي يا نور الشمس (كلمات: شفيق المغربي، ألحان: نور الملاح)
  - وقفوا صفين (كلمات: شفيق المغربي، ألحان: ملحم بركات)

- ألبوم: معك حق ربيع (1996): 
  - معك حق
  - لا تتخبي عليي
  - جيران
  - أعطيني من حبك
  - القالب غالب
  - من فضلك عندي سؤال
  - أمر الحب

- ألبوم: لولا 
  - لولا (كلمات: مروان خوري، ألحان: بودي نعوم)
  - يا دللو (كلمات: مروان خوري، ألحان: بودي نعوم)
  - أنا جايي (كلمات: مروان خوري، ألحان: بودي نعوم)
  - نومة (كلمات: مروان خوري، ألحان: بودي نعوم)
  - لا مبالي (كلمات: عادل رفول، ألحان: شادي إبراهيم)
  - روحي (كلمات: مروان خوري، ألحان: بودي نعوم)

- ألبوم: ليلى
  - آماني آمان
  - ليلى
  - لولا الملامة
  - على رمش عيونها
  - يا ريت
  - نوينا الجازة
  - لسة فاكر
  - حيرت قلبي معاك
  - إنت عمري
  - أمل حياتي
  - إنت عمري 2
  - أنا بانتظارك
  - الأطلال

- بيلبقلا (كلمات: ميشال جحا، ألحان: جوزيف جحا)

### ترانيم
- منك يا عدرا اتمنيت (كلمات: إيلي سلوم، ألحان: ربيع الخولي)